# João Alves
João Artur Rosa Alves (n. 18 august 1980, Chaves) este un jucător de fotbal portughez care evoluează la clubul Vitória Guimarães pe postul de mijlocaș ofensiv.